# چکمه (فیلم)
چکمه فیلمی ایرانی، بر گرفته از داستان چکمه هوشنگ مرادی کرمانی، محصول ۱۳۷۱ به نویسندگی و کارگردانی محمدعلی طالبی است.

## خلاصه داستان
سمانه با مادرش در یکی از محلات جنوب تهران زندگی می‌کند. او روزها به اجبار به محل کار مادرش به یک تولیدی می‌رود. شیطنت‌های سمانه باعث دلخوری مسئول کارگاه است و مادر ناچار او را چند روزی در خانه تنها می‌گذارد و برای مشغول نگه داشتن سمانه یک جفت چکمهٔ قرمز می‌خرد. در اتوبوس یکی از چکمه‌های سمانه گم می‌شود. مادر لنگهٔ دیگر چکمه را دور می‌اندازد. پسرک همسایه که یک پای خود را از دست داده‌است، به دنبال یافتن لنگه گم شده می‌رود..